# ボー (ヌールラン県)
ボー（ノルウェー語: Bø）は、ノルウェーのヌールラン県に位置する自治体。ベステローデン諸島の一部から成る。行政の中心地はストルーメ村。1838年1月1日に設立された。

## 基礎情報

### 地名

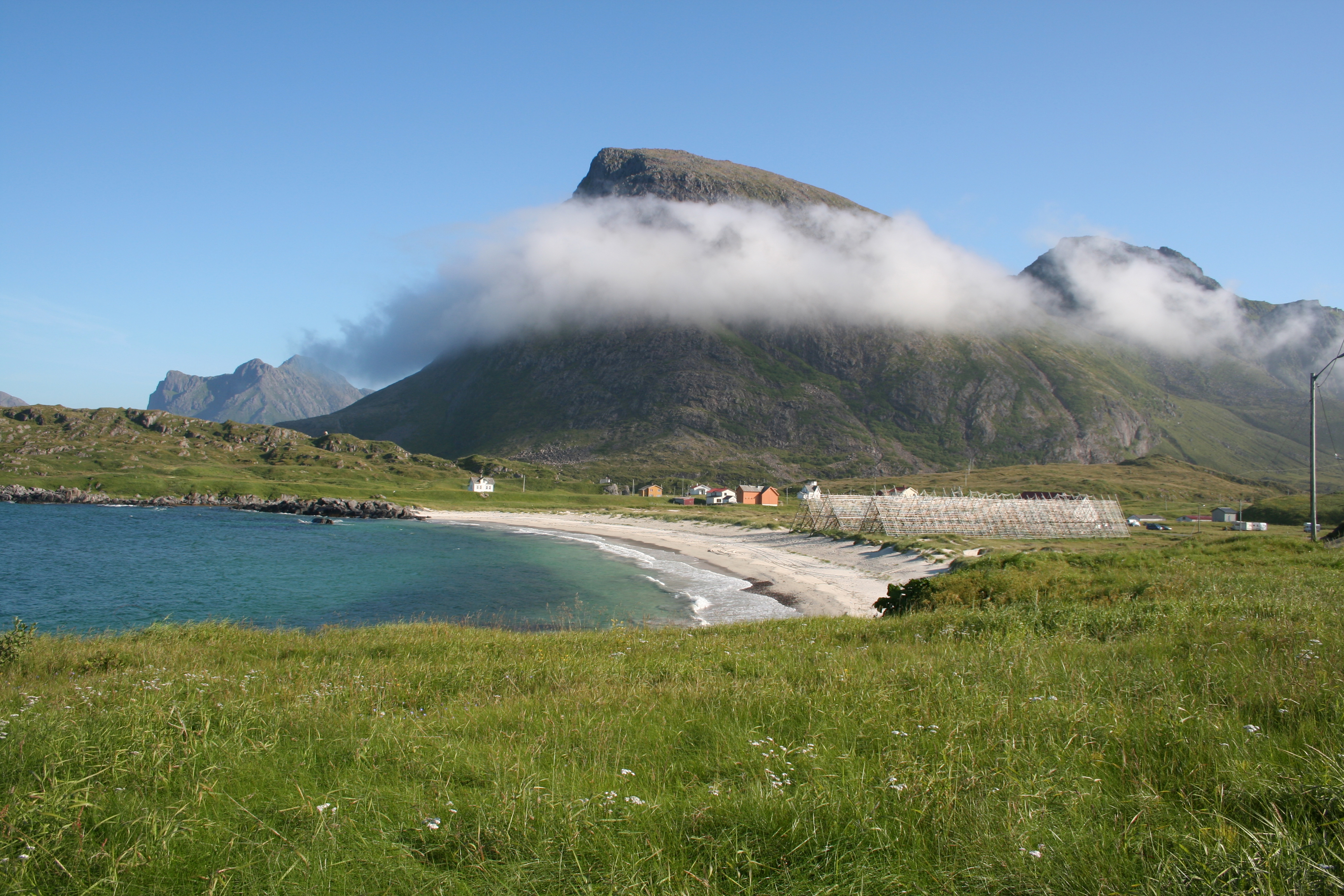
ホヴデン村

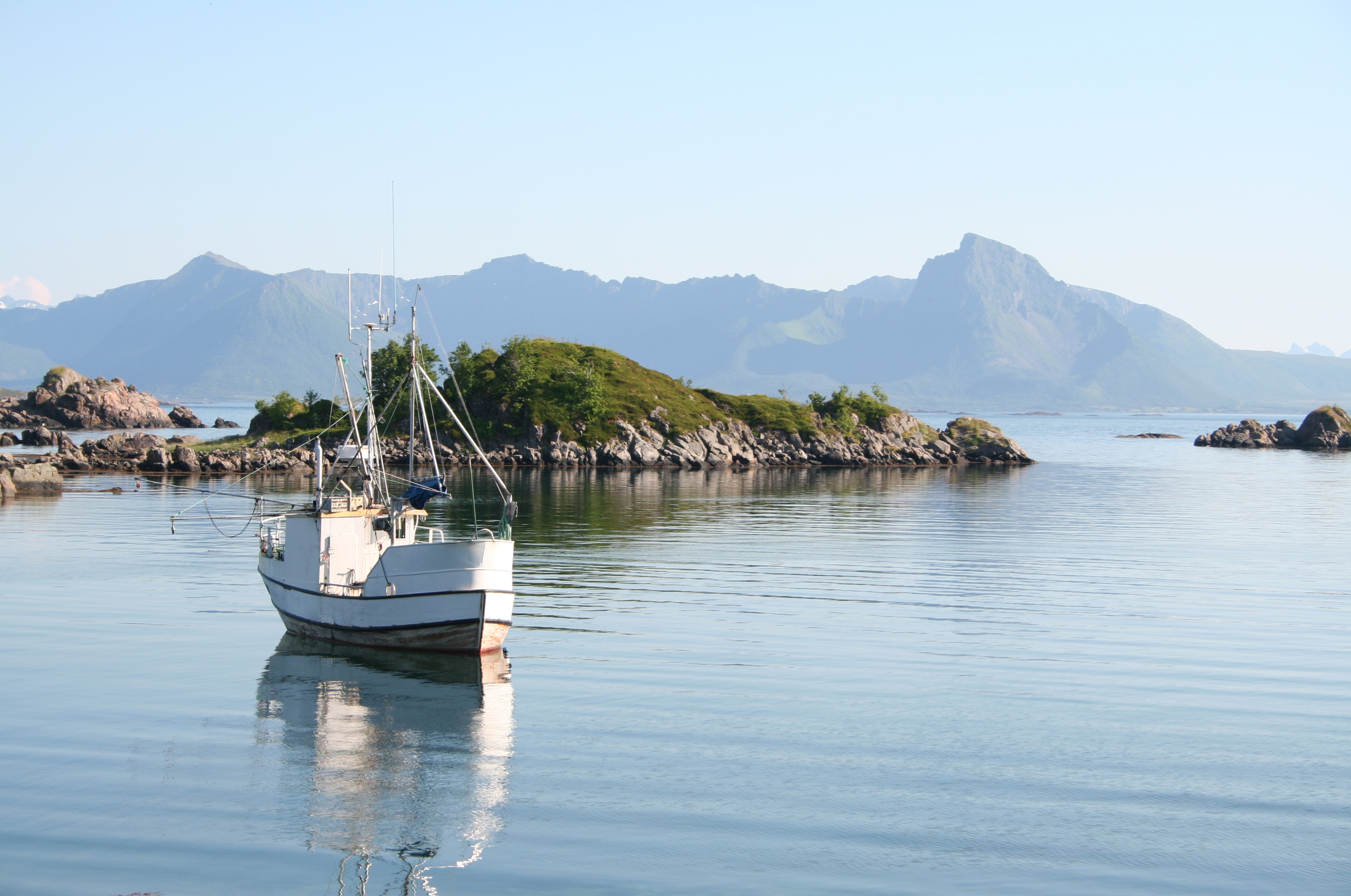
グヴォーグ村

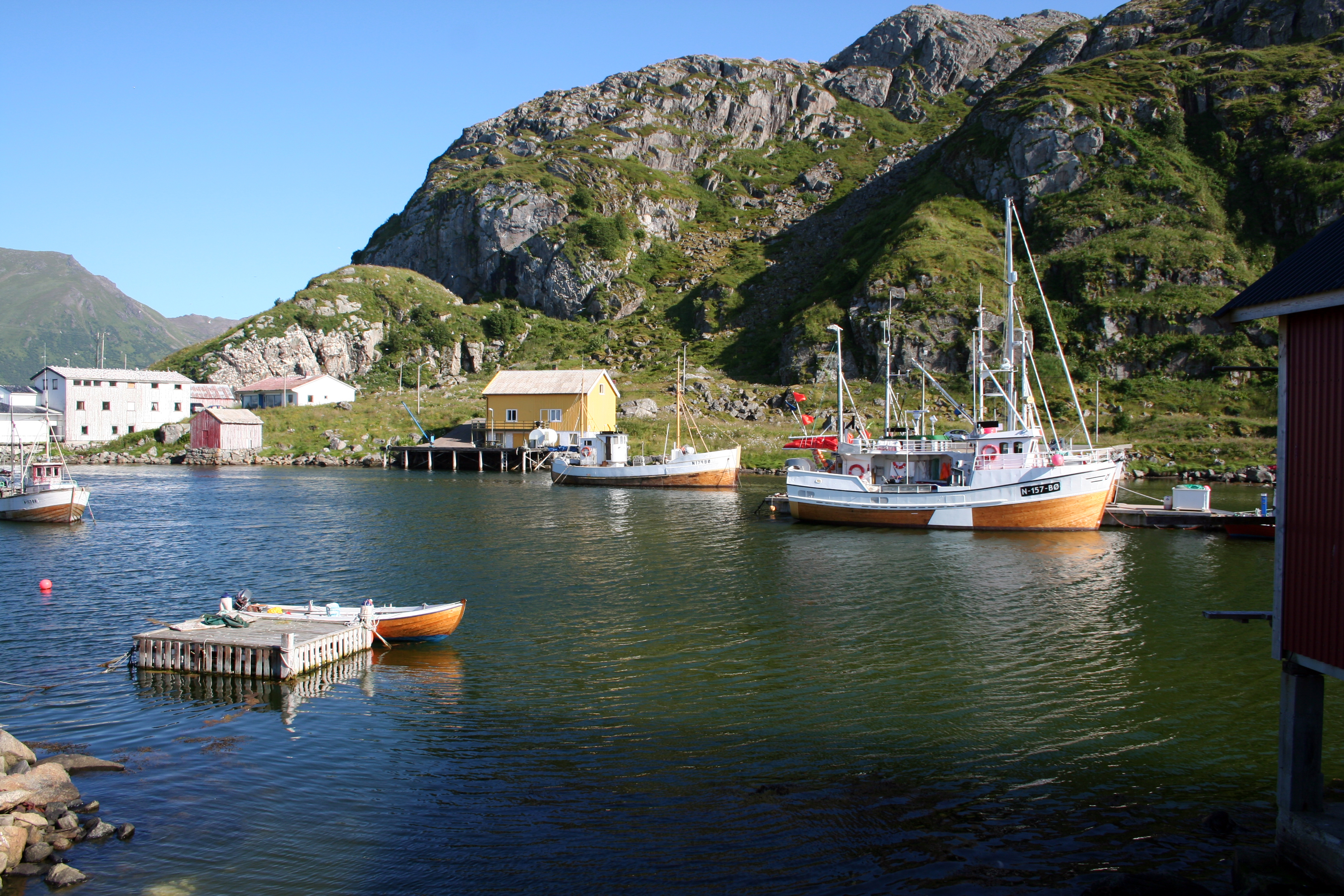
ニクヴォーグ村

元々は教区だったこの自治体は、この地に初めて教会が建てられたころからあったボイ農場（古ノルド語ではBœr）にちなみ名付けられた。Bœrとはそのまま「農場」という意味で、オランダ語で「農家」を意味するboerと同系のものと考えられている。

### 紋章
現在の紋章は1987年8月7日に国王の認可を得た。黒地に銀色で帆船が半分だけ描かれている。北欧神話に登場する海の幽霊、ドラウガーはこのような帆船で移動すると云われている。

### 人口
人口は近年じりじりと減ってきている。1950年代には6122人がいたが、2001年の国勢調査時には3156人、2007年の推計では2866人とほぼ半減している。ノルウェー統計局は今後も人口減少は続くと見ている。
域内で最も人口が多く、人口密度が高いのは692人が住んでいるビニェ、スカーゲン、ステイネの一帯で、統計局から「人口の集積地」（tettsted）に指定された。いっぽう、行政の中心地であるストローメ村には289人しか住んでいない。